# 政肃路
政肃路是中華人民共和國上海市楊浦區一條東西走向道路，西起國權路，東至國達路，全长762米，宽10米，道路始建於中華民国29年（1940年），最初名為协进路西一街。中華民国35年（1946年）更名為政肅路。沿途有复旦大学教工宿舍。